# 王道還
王道還（1953年—），臺灣體質人類學家、科學普及作家，現任職於中央研究院歷史語言研究所，臺北市人。

## 學經歷
王道還於1980年以論文《川南懸棺頭骨之研究》畢業於國立臺灣大學考古人類學研究所，現為美國哈佛大學人類學博士候選人。並於1982年8月起在中央研究院歷史語言研究所任職至今。

## 科學普及
王道還致力於科學普及，除翻譯有多本科學普及書籍與發表多篇文章以外，並擔任科技部《科學發展月刊》，臺灣中文版《科學人》雜誌編輯委員。

## 外部連結
- 中央研究院歷史語言研究所王道還網頁 （页面存档备份，存于）